# Louis Delasiauve
Louis Jean Francois Delasiauve (Garennes-sur-Eure, 14 ottobre 1804 – Parigi, 5 giugno 1893) è stato uno psichiatra francese.
Nel 1830 conseguì il dottorato a Parigi e per i successivi otto anni praticò la professione medica a Ivry-la-Bataille. Successivamente ottenne un incarico presso l'ospedale di Bicêtre e più tardi divenne direttore presso la Salpêtrière, dove si occupò di pazienti epilettici e portatori di handicap mentali. Uno dei suoi assistenti più noti fu Désiré-Magloire Bourneville.(1840-1909).
Delasiauve è stato un pioniere della neuropsichiatria infantile e un sostenitore della formazione dei disabili mentali. Egli è meglio conosciuto per la sua ricerca sull'epilessia, essendo accreditato per aver descritto tre tipi distinti della condizione:
- Epilessia idiopatica: assenza di lesioni fisiche; fondamentalmente un vero e proprio disturbo nevrotico.
- Epilessia sintomatica: presenza di lesioni cerebrali; convulsioni che rappresentano un sintomo e non la malattia.
- Epilessia simpatica: risultato della irradiazione di impressioni anormali, che possono avere la loro sede in tutte le parti del corpo tranne che nel sistema nervoso centrale.